# Große Freiheit
Große Freiheit (literalment Gran llibertat) és una pel·lícula dramàtica del 2021 dirigida per Sebastian Meise. El juny de 2021, la pel·lícula va ser seleccionada per competir a la secció Un Certain Regard al Festival de Cannes de 2021. Nominació que finalment va ser guardonat. També va guanyar el Giraldillo d'Or al Festival de Cinema Europeu de Sevilla. Va ser seleccionada com a entrada austríaca a la millor pel·lícula de parla no anglesa als Premis Oscar de 2021, i el 22 de desembre de 2021, va ser preseleccionada per a la cerimònia de lliurament del premi.
Ha estat subtitulada al català.

## Sinopsi
A l'Alemanya posterior a la Segona Guerra Mundial, Hans és empresonat per ser gai i desenvolupa una relació amb el seu company de cel·la Viktor, un assassí condemnat.

## Repartiment
- Franz Rogowski com a Hans Hoffmann
- Georg Friedrich com a Viktor Kohl
- Anton von Lucke com a Leo
- Thomas Prenn com a Oska